# Университетские известия
«Университетские известия» — науковий періодичний орган
Київського університету (нині Київський національний університет імені Тараса Шевченка). Виходив щомісяця з вересня 1861 до 1919.
Ініціатива видання належала ректору М. Бунге. Головними редакторами були професори В. Незабитовський (1863), С. Ходецький (1863—73), В. Іконников (1873—1919). Діяла редакційна колегія із представників усіх факультетів. Складався з трьох відділів. В офіційному друкувалися університетські правила, протоколи засідань ради університету, звіти, постанови, розпорядження. В основному, неофіційному, публікувалися наукові дослідження, лекції викладачів, магістерські дисертації, а також студентські роботи.
Зокрема, з історії України опубліковані праці М. Довнар-Запольського, М. Дашкевича, В. Антоновича, І. Лучицького, І. Каманіна, В. Іконникова, студентські роботи О. Левицького, Н. Молчановського, Д. Багалія, М. Грушевського та інших. Публікувалися рецензії, бібліографічні огляди, каталоги книг, наукова хроніка, де друкувалися протоколи засідань учених товариств, що діяли при університеті, звіти про наукові відрядження, експедиції та інше. У третьому відділі — «додатки» — вміщувалися оголошення, метеорологічні спостереження, інколи — курси лекцій.
У перші роки виходили накладом у 300 примірників, далі — 500—600 примірників. Надсилалися за обміном в європейські університети.